# Diaptomus castor
Diaptomus castor – gatunek widłonoga z rodziny Diaptomidae. Opisał go szwajcarski lekarz i zoolog Louis Jurine, nadając mu nazwę Monoculus castor; opis ukazał się drukiem w 1820 roku, już po śmierci autora.